# Un marido rico
Un marido rico, cuyo título original en inglés es The Palm Beach Story, es una película estadounidense de 1942, dirigida por Preston Sturges. Se trata de una comedia screwball, una completa comedia alocada, con diálogos muy rápidos, típica de su director. Está protagonizada por  Claudette Colbert y Joel McCrea.

## Argumento
Gerry (Claudette Colbert) y Tom (Joel McCrea) forman un matrimonio que atraviesa una apurada situación económica. Ella decide abandonar a su esposo y viajar a Palm Beach para casarse con algún millonario que financie los proyectos de su marido arquitecto.

## Reparto

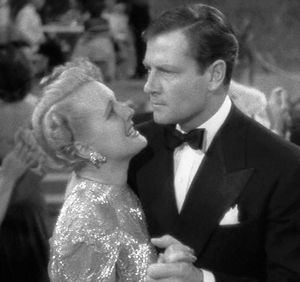
Mary Astor y Joel McCrea.

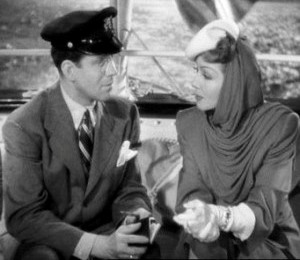
Rudy Vallée y Claudette Colbert

Esta fue la segunda película en la que colaboraron  el actor Joel McCrea y Preston Sturges, después de la exitosa Los viajes de Sullivan de 1941 y volverían de nuevo a trabajar junto en El gran momento, rodada también en 1942. Claudette Colbert y Sturges habían trabajado ambos en The Big Pond (1930) y en la versión de 1934 de Imitation of Life. Sin embargo, Un marido rico fue la única vez que trabajaron juntos, es una película escrita y dirigida por Sturges.
- Claudette Colbert como Geraldine "Gerry" Jeffers.
- Joel McCrea como Tom Jeffers (alias "Capitán McGlue").
- Mary Astor como la princesa Centimillia (Maud).
- Rudy Vallée como John D. Hackensacker III.
- Sig Arno como Toto.
- Robert Dudley como Wienie King.
- Esther Howard como esposa de Wienie King.
- Franklin Pangborn como administrador del apartamento.
- Arthur Hoyt como conductor del coche-cama.
- Al Bridge como conductor.
- Fred "Snowflake" Toones como George, camarero del vagón restaurante.
- Charles R. Moore como empleado del tren.
- Frank Moran como guardafrenos.
- Harry Rosenthal como director de orquesta.
- J. Farrell MacDonald como el agente O'Donnell.

|
The Ale and Quail Club:
- Robert Warwick como Mr. Hinch
- Arthur Stuart Hull como Mr. Osmond
- Torben Meyer como Dr. Kluck
- Victor Potel como Mr. McKeewie
- Jimmy Conlin como Mr. Asweld